# Hoffman (Carolina del Norte)
Hoffman es un pueblo ubicado en el condado de Richmond en el estado estadounidense de Carolina del Norte. En el año 2000 tenía una población de 624 habitantes y una densidad poblacional de 70.1 personas por km².

## Geografía
Hoffman se encuentra ubicado en las coordenadas 5° 1′ 58″ N, 79° 32′ 58″ W35°1′58″N 79°32′58″O / 35.03278, -79.54944.

## Demografía
Según la Oficina del Censo en 2000 los ingresos medios por hogar en la localidad eran de $32.279, y los ingresos medios por familia eran $34.688. Los hombres tenían unos ingresos medios de $25.893 frente a los $16.838 para las mujeres. La renta per cápita para la localidad era de $14.726. Alrededor del 17.2% de las familias y del 24.5% de la población estaban por debajo del umbral de pobreza.